# Marlierea maguirei
Marlierea maguirei är en myrtenväxtart som beskrevs av Mcvaugh. Marlierea maguirei ingår i släktet Marlierea och familjen myrtenväxter.
Artens utbredningsområde är Venezuela. Inga underarter finns listade i Catalogue of Life.